# Kraussella coerulipes
Kraussella coerulipes är en insektsart som först beskrevs av Heinrich Hugo Karny 1917.  Kraussella coerulipes ingår i släktet Kraussella och familjen gräshoppor. Inga underarter finns listade i Catalogue of Life.